# Bosc dels Mikea
El bosc dels Mikea és una zona de bosc espès del sud-oest de Madagascar on viuen els Mikea, un subclan dels Sakalava, que tenen una vida oculta.

## Localitat
Al nord, el bosc dels Mikea fa frontera amb el riu Magoky, a prop de la ciutat de Marombe i al sud amb el riu Fiherenana, a prop de la ciutat de Manombo Sud. A l'oest, el bosc dels Mikea s'estén fins a la costa on viuen els Vezo, i a l'est fins a la carretera nacional 9. Pertany a les zones boscoses suculentes de Madagascar, una de les ecoregions més seques de l'illa. Plou molt poc, menys de 600 mm l'any i a la costa menys de 400 mm. Al Bosc dels Mikea es troben el llac salat d'Ihotry i alguns llacs d'aigua salada. El sòl es compon de sorra no compactada. Tots aquests factors en fan un ecosistema únic.

## Amenaça
El bosc dels Mikea és un hàbitat important per a molts animals, però no està protegit. La zona és afectada per l'artigatge i la producció de carbó. Entre el 1960 i el 2000 la seva superfície va disminuir un 16%.